# Glenea pseudograndis
Glenea pseudograndis là một loài bọ cánh cứng trong họ Cerambycidae.